# 人生畫廊
《人生畫廊》是由柒伍壹遊戲所製作的益智游戏，2020年4月3日於Android和iOS平台上發布。

## 遊戲內容
遊戲以手繪鋼筆美術風格的畫作構成，內部也有世界名畫作品，遊戲利用畫作的方式來講述故事劇情以及解謎要素。遊戲時需仔細觀察畫面，每個畫面中都會出現可互動之道具或物品，像是神秘符號、人物表情、煙燻之顏色等，玩家必須找到物品之關聯性，並發揮些微的想像力即可解開畫中謎題，並探索遊戲內總共4個章節的劇情故事。
劇情中講述一對雙胞胎在家庭中受到不平等的待遇，雙胞胎兄弟獨眼男孩與獨臂男孩，因為差別待遇，加之父母信奉邪教魚頭教,从而衍生了一段非常恐怖悲劇。

## 评价

### 獎項
- 2019年，獲得2019巴哈姆特ACG創作大賽GooglePlay特別獎、遊戲組最佳美術獎以及遊戲組銅賞。[4]
- 2019年，獲得Indie Prize Casual Connect China 2019最佳親子遊戲獎、最佳遊戲敘事獎提名、最佳移動遊戲獎提名以及最佳遊戲創意獎提名。[4]
- 2019年，獲得2019數位內容產品獎之最佳美術獎及最佳產品獎提名。[4]
- 2019年，獲得2019 Indie Play最佳美術獎提名及最佳學生作品獎第二名。[4]
- 2019年，獲得放視大賞行動遊戲創作組金賞、創意企劃組銅賞、競鋒國際廠商贊助特別獎最佳遊戲創意獎、放視大賞宇峻奧汀廠商贊助特別獎最佳敘事獎、放視大賞泥巴娛樂廠商贊助特別獎最佳遊戲獎、放視大賞艾鳴網遊廠商贊助別獎最佳遊戲設計獎以及放視大賞鈊象電子廠商特別贊助獎最佳創新獎。[4]

## 外部連結
- 《人生畫廊》製作團隊 柒伍壹遊戲官方網站 （页面存档备份，存于）
- 《人生畫廊》Facebook粉絲專頁 （页面存档备份，存于）